# セルモ (冠婚葬祭業)

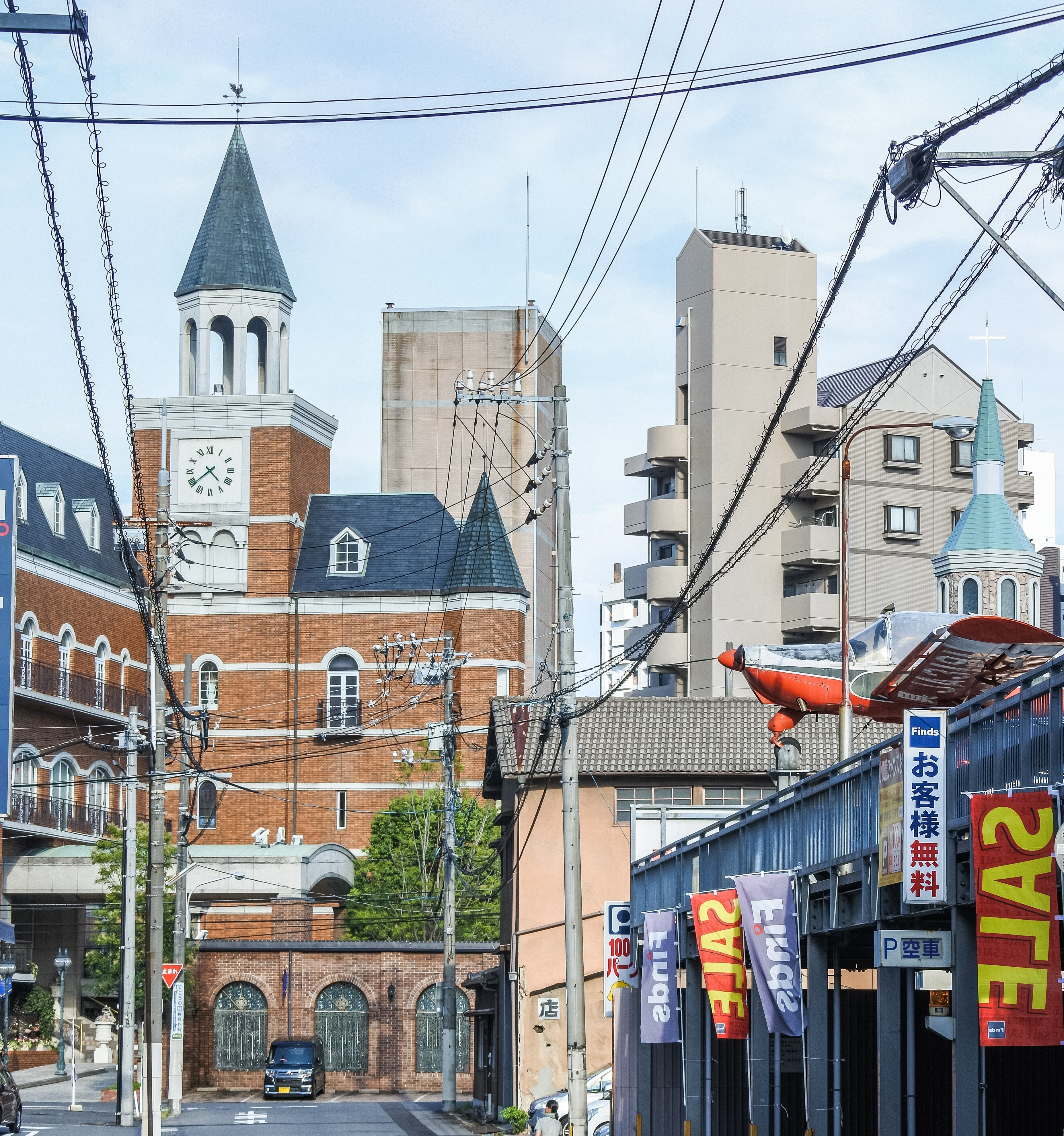
エルセルモ広島チャペル

株式会社セルモ（英: CELMO CO.,LTD）は、日本で大手の生活関連サービス企業。セルモグループの中核企業である。なお、社名である「セルモ」とは、式や儀式を意味する「Ceremony」、命や生命・生活を意味する「Life」、相互の、互いといった内容を意味する「Mutual」の3つの単語を合わせた造語。冠婚葬祭の互助会企業として、結婚式やお葬式など専門的な式場を必要とするサービスをおこなっている。
昨今ではフォトスタジオやエンバーミングなど、様々なサービスを展開、2008年には会員数が120万人を突破している。また、グループ会社である株式会社サンセルモの進出により東京都、広島県などをはじめ、全国に事業を拡大している。

## 事業内容

### 結婚式場
- エルセルモ熊本（熊本県熊本市） - 旧玉姫殿
- エルセルモ八代 アルデアアルカサール（熊本県八代市）
- セントクレアヒルズ大分（大分県大分市）
- エルセルモ鹿児島（鹿児島県鹿児島市）- 旧玉姫殿
- エルセルモ広島（広島市西区）- 旧玉姫殿
- エルブライトハウス（東京都港区）
- エルシオン木更津（千葉県木更津市）
- ハミルトンホテル（千葉県君津市）
- ラ・セーヌブランシュ（千葉市中央区）

### 葬祭場
- 総合葬祭 玉泉院
  - 熊本県：南熊本本館・帯山中央会館・上熊本会館・武蔵ヶ丘会館・御領会館・水前寺会館・月出会館・健軍会館・野中会館・飛田会館・黒髪会館・家族葬ホールはるか・上野斎場・大津会館・築添会館・松橋会館・玉名会館・人吉会館・通町会館・宇土会館
  - 大分県：南大分会館・下郡会館・森会館・別府会館・臼杵会館
  - 鹿児島県：中央会館・吉野会館・谷山会館・荒田会館・郡元会館・大口会館・姶良会館
  - 広島県：長束会館・大州通り会館・中央会館・大町会館・五日市会館・高陽会館・可部会館・庚午会館
  - 千葉県：木更津会館・君津中央会館・館山会館・富津会館・鴨川会館・市原会館・稲毛会館・千葉中央会館・蘇我会館
  - 東京都：世田谷会館・野沢会館・千鳥会館・大田会館・城東会館・亀有会館・新小岩会館

### 法事
- 法事専門会館 雲海
  - 熊本県：南熊本雲海・御領雲海・八代雲海
  - 大分県：大分雲海
  - 鹿児島県：鹿児島雲海
  - 広島県：広島雲海
  - 千葉県：君津中央会館
  - 東京都：野沢雲海
- ロイヤル市民斎場
  - 千葉県：ロイヤル市民斎場稲毛

### 宿泊施設
- ホテル夢しずく（熊本県南阿蘇村）
- 別邸 蘇庵（熊本県南阿蘇村）

## 営業所
- 熊本本社
  - 八代支部
  - 玉名支所
  - 人吉支所
- 鹿児島支社
- 大分支社

## 関連会社
- 株式会社サンセルモ（本社・東京都港区）
  - 東京本社
  - 千葉支社
  - 上総支部
  - 広島支社

## マスコット
マスコットキャラクターはセルモンキーである。ゆるキャラグランプリ2013では企業・その他部門で2位入賞した。